# 元締・虎
元締・虎（もとじめ・とら）は、時代劇『新・必殺仕置人』に登場する、裏稼業の組織・「寅の会」の元締で、仕置人。演者は、元阪神タイガースの選手・藤村富美男。

## 人物
劇中の描写から見るに、長い間裏街道を生き抜いてきた凄腕の仕置人だったらしい。普段は子供好きなご隠居として過ごしているようである。シリーズ中に娘が2人いた事が分かるが、一人目は作中登場したおしん（三浦リカ）という名の娘がいるが、仕置人の元締となった際、自分の立場を考えて“さそりの弥八”（花沢徳衛）という仕置人の養子とした（弥八の娘として育てられたので、おしんは虎が実の父であることは知らない）。二人目は後の『必殺仕事人V・旋風編』から登場する便利屋お玉（かとうかず子）で父と同じ裏の仕事の道へと進んでいる。娘養子兼、用心棒の死神（河原崎建三）を引き連れ、江戸の裏社会に「寅の会」を結成して各仕置人グループをその傘下に置き、元締として鉄の掟に基づいた恐怖政治を敷き、君臨する。
名目上「寅の会」は毎月2回寅の日に開かれる俳句の詠み会ということになっているが、参加するメンバーは皆「寅の会」傘下の仕置人グループの代表者であり、ここで、虎の詠む俳句に織り込まれた仕置の的を、虎から提示された金額に基づき、競売の形式でそれぞれが希望する仕置料を提示し、その中で底値を提示したグループがその案件を落札する。虎の提示した金額と、そのグループの提示した金額の差額が、虎の懐に入るシステムである。
「寅の会」では様々な掟があり、仕置の完遂は勿論、期日までに遂行すること、奉行所に目をつけられないこと、虎を通さないで仕置をしないことなどの掟を破ると、死神の得物の銛、もしくは虎の得物であるバット状の棍棒によって、その仕置人のグループ全員が粛清される。虎の仕置のシーンでは、演じる藤村の現役時代の映像が挿入されることもあった。
虎の住まいの長屋ではこれまで仕置をしてきた人々の供養のために仏像を彫っていた（最終話）。
虎は「寅の会」傘下の仕置人グループの中では、念仏の鉄（山﨑努）グループ、特に鉄に一目置いており、遂行困難であるとして誰にも落されなかった案件を、鉄のグループに追加料金を上乗せして依頼したり、やむを得ぬ事情により掟を犯した鉄に遂行困難な仕置を任せる代わりにペナルティを帳消しにしたりしており、さらに最終回では、辰蔵の息がかかった奉行所の拷問に遭う巳代松を庇おうと自ら鋳掛屋と名乗り番屋に出向いたり、引退する自分の代わりに「寅の会」の元締を引き継ぐよう依頼している。
なお、鉄のグループに所属する中村主水（藤田まこと）の存在には、死神と同様最後まで全く気付いていなかった。
死神が掟を破った上に自刃したことをきっかけに、虎は裏稼業からの引退と「寅の会」の解散を表明するも、その後釜をめぐる争いに巻き込まれ、自らの住まいで外道仕置人の辰蔵（佐藤慶）一味に襲撃される。その一味には、句の読み手で虎が信頼していた吉蔵（北村光生）も加わっていた。そして、駆け付けた鉄に「鉄さん…外道を…頼む」と辰蔵一味の仕置を依頼しつつ死亡。皮肉にも、虎が「寅の会」最後の頼み人となった。
『必殺シリーズ10周年記念スペシャル 仕事人大集合』では上方で何事もなかったように復活し「寅の会」を行っており、ここで初めて中村主水の存在を認知し、主水もまた正式に寅の会に出席する事となる。
おりく（山田五十鈴）グループが請け負った仕事に加勢をするも、相手側の銃による先制攻撃により大量に銃撃を受けるものの瀕死になりながら武器のこん棒を振り回して一人撃退するものの力尽きてその場で倒れ死亡、遺体は仕掛の天平（森田健作）に「証拠を跡形も残さぬように」と事前に伝えていた為、天平もろとも花火で爆破された。

## その後のシリーズ
｢必殺シリーズ10周年記念スペシャル 仕事人大集合｣に登場。上方で「寅の会」の元締を行っていた。この上方で元締めをやっていた設定から「必殺仕事人V・旋風編」と「必殺仕事人V・風雲竜虎編」に登場する便利屋お玉（かとうかずこ）は、上方の「虎の娘」と設定がされている。
｢新春仕事人スペシャル 必殺忠臣蔵｣に登場する寺坂吉右衛門（近藤正臣）はかつて虎配下の仕事人であった。

## 余談
｢必殺仕事人｣に登場する元締・鹿蔵は、初期の脚本では虎の兄であると語られていたが、放送段階のものでは削除されている。
パチンコにおける『CRぱちんこ必殺仕事人V』では、予告演出で死神と共にシルエットで登場。予告失敗の発展で虎、または死神自らが仕置をするプレミアムリーチも存在する。